# 朱有孚
朱有孚（1505年—？），字子貞，浙江杭州府海寧縣人，民籍，明朝政治人物。

## 生平
嘉靖十三年（1534年）甲午科浙江鄉試第七十三名舉人。嘉靖二十三年（1544年）中式甲辰科會試第五十五名，登第三甲第一百零八名進士。授中书舍人，二十七年三月选授广西道試御史，二十九年巡按山东盐课，三十二年出为徽州府知府。

## 家族
曾祖朱芳；祖父朱廣；父朱稷，母沈氏。具庆下。弟有恒、有節、有相、有光。